# Triodontella bucculenta
Triodontella bucculenta är en skalbaggsart som beskrevs av Baraud 1962. Triodontella bucculenta ingår i släktet Triodontella och familjen Melolonthidae. Inga underarter finns listade i Catalogue of Life.